# Alexander Schowtis
Alexander Lasarewitsch Schowtis (ukrainisch: Oleksandr Lasarowytsch Schowtis; * 5. April 1923 in Winnyzja, Ukrainische SSR; † 9. November 1999 in Almaty, Kasachstan) war ein ukrainischer und kasachischer Literaturkritiker, Schriftsteller und Übersetzer.

## Leben
Alexander Schowtis wurde als 18-jähriger, als sich die Wehrmacht 1941 seiner Heimatstadt Winnyzja näherte, mit seiner Familie in die Kasachische SSR evakuiert. Dort absolvierte er 1946 die kasachische Universität in Alma-Ata und arbeitete zwischen 1948 und 1971 und erneut ab 1978 als Professor am kasachischen Pädagogischen Institut, wo er insgesamt fünf Mal entlassen wurde. Unter anderem wurde er wegen „tatarischen Nationalismus“ entlassen, weil er bei einem Vortrag über altrussische Literatur ein gutes Wort über den tatarischen Khan zu einer Zeit fallen ließ, als die Kommunistische Partei gegen den tatarischen Nationalismus kämpfte. Das fünfte Mal wurde der gebürtige Jude Schowtis 1971 als „Zionist“ entlassen.
Von 1958 an war Schowtis Mitglied des Schriftstellerverbandes der UdSSR und 1975 wurde er Doktor der Philologie. Mit Hilfe des kasachischen Intellektuellen Sandschar Dschandossow (Санджар Уразович Джандосов; 1930–1992) erhielt er 1978 eine Professur am Pädagogischen Institut. 1993 wurde er Mitglied des internationalen PEN-Clubs.
Schowtis war Autor wissenschaftlicher Werke zu Taras Schewtschenkos Theorie der Poesie und Poetik.
Als Übersetzer widmete Schowtis sich Werken russischer, kasachischer, koreanischer und ukrainischer Schriftsteller. Dabei übersetzte er aus dem ukrainischen, kasachischen, koreanischen und englischen ins russische. Er übersetzte mehrere hundert ukrainische Volkslieder und veröffentlichte Übersetzungen einzelner Gedichte von Maksym Rylskyj, Iwan Dratsch und Dmytro Pawlytschko.